# 福島県道・茨城県道27号塙大津港線

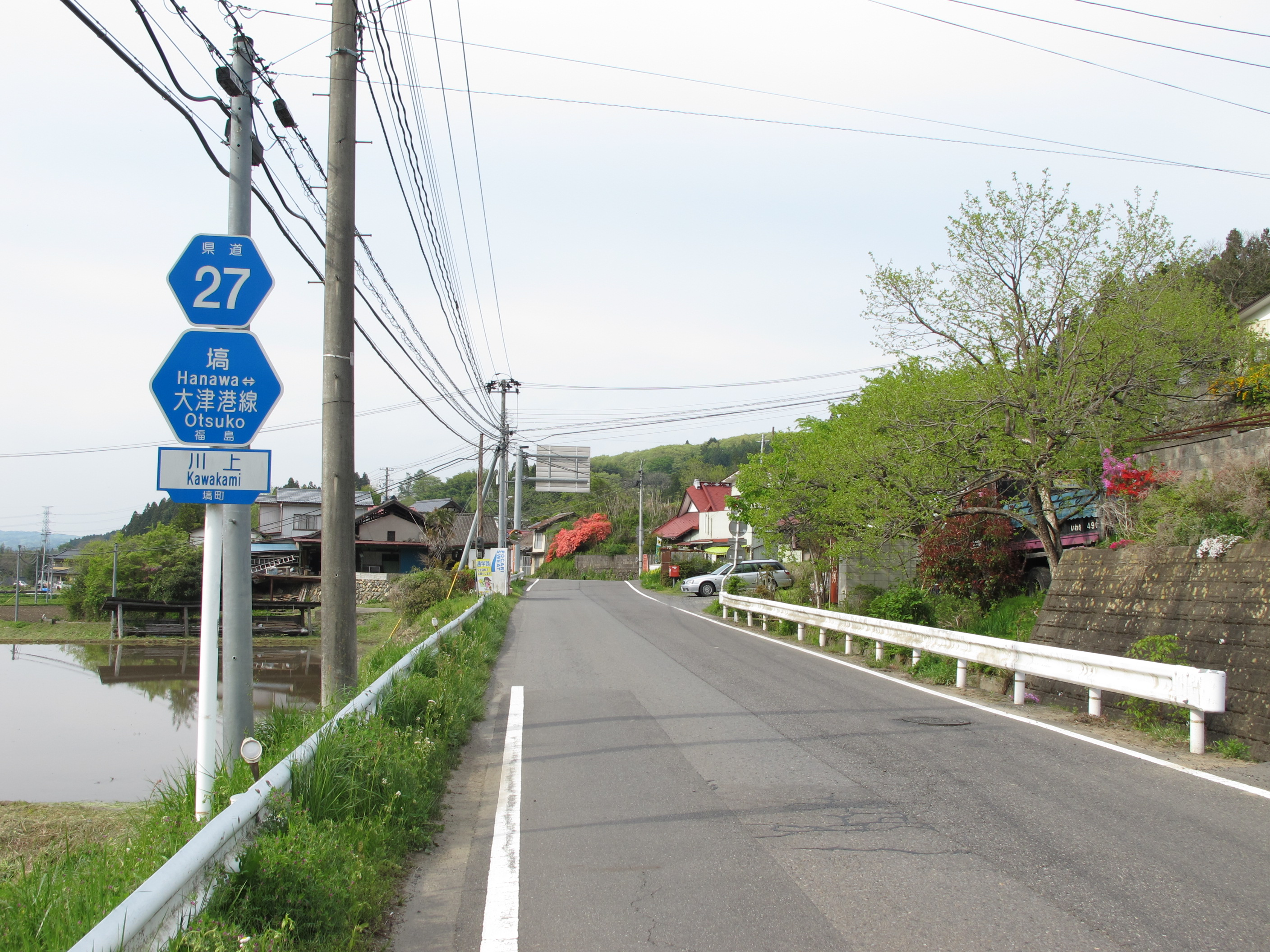
福島県道27号塙大津港線
塙町川上（2014年5月）

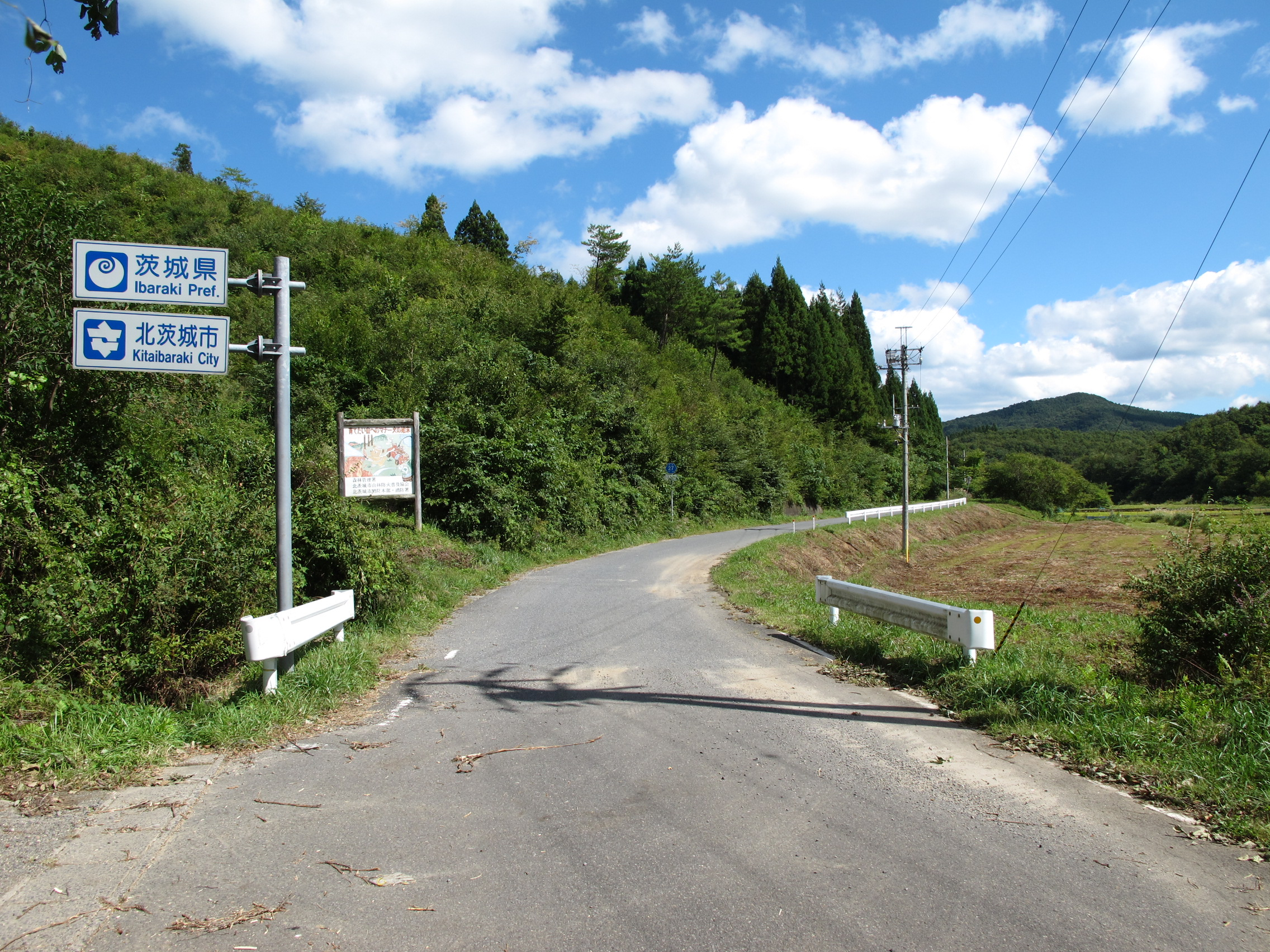
福島・茨城県境付近（茨城県方向）
（2011年9月）

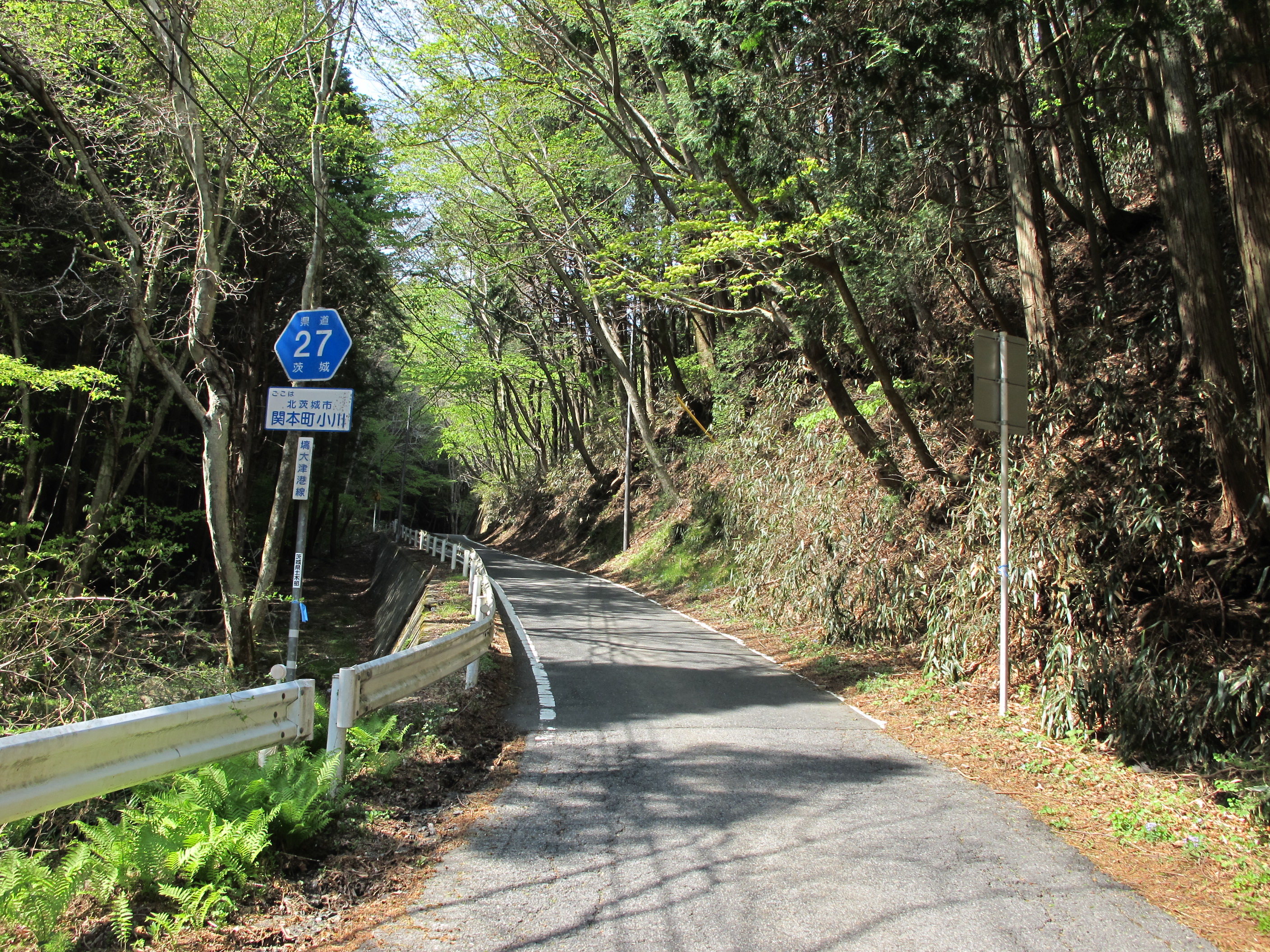
茨城県道27号塙大津港線
北茨城市関本町小川（2014年5月）

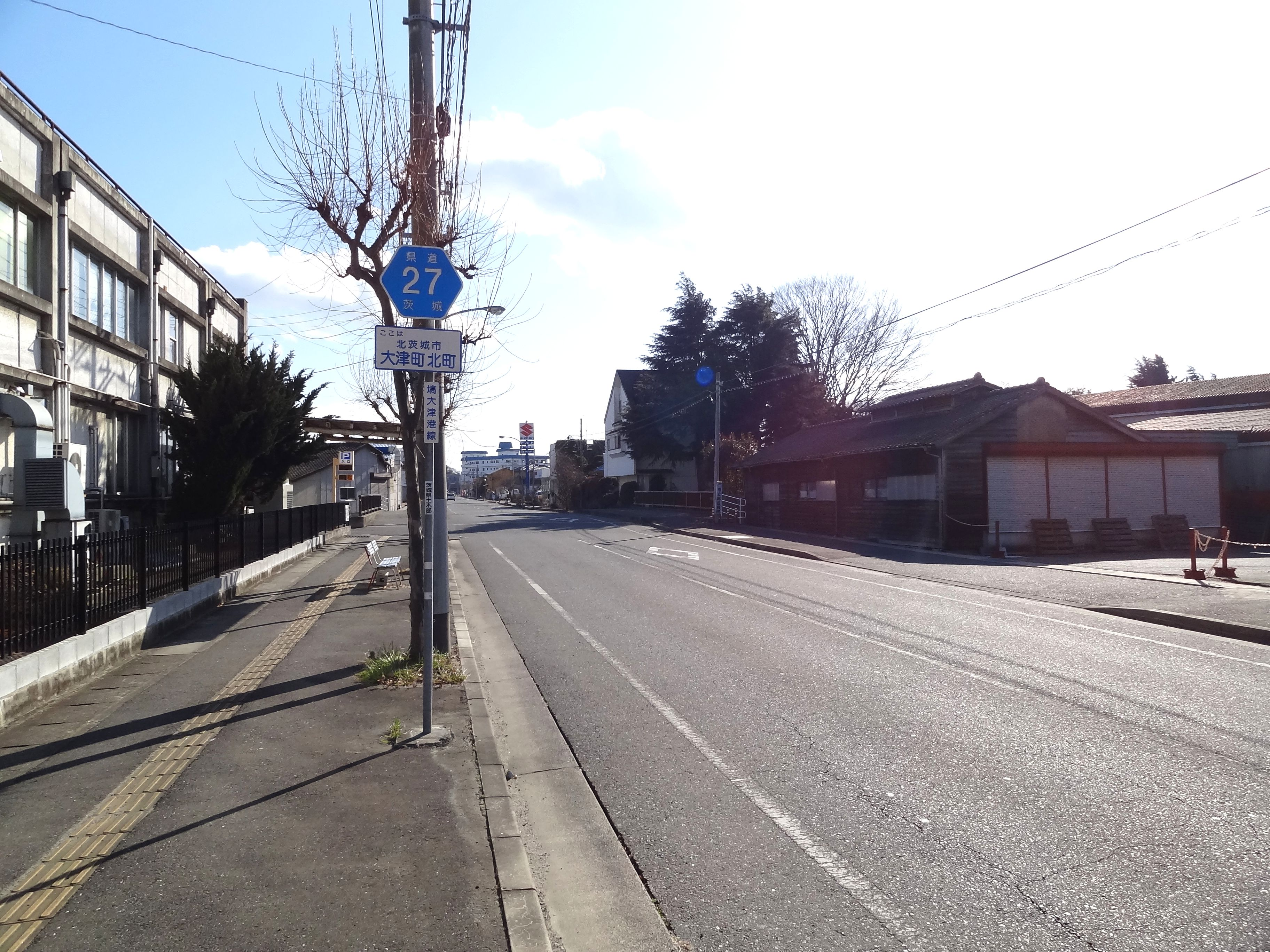
北茨城市大津町北町4丁目付近

福島県道・茨城県道27号塙大津港線（ふくしまけんどういばらきけんどう27ごう はなわおおつこうせん）は、福島県東白川郡塙町から茨城県北茨城市に至る県道（主要地方道）である。

## 概要
福島県東白川郡塙町の国道118号より分岐し福島・茨城県境を越えて阿武隈高地を横断し、茨城県北茨城市の大津港まで東西に接続する主要地方道である。

### 路線データ
- 起点 : 福島県東白川郡塙町大字塙字大町2丁目（国道118号交点）
- 終点 : 茨城県北茨城市大津町大津港[1]（五浦海岸へ至る市道に接続）
- 総延長：55.449 km（福島県区間：19.618 km[2]、茨城県区間：35.831 km[3][4]）
- 重用延長：1.445 km（福島県区間：1.181 km[2]、茨城県区間：0.264 km[3]）
- 未供用延長：なし（福島県区間：0.0 km[2]、茨城県区間：0.0 km[3]）
- 実延長：54.004 km（福島県区間：18.437 km[2]、茨城県区間：35.567 km[3]）
- 自動車交通不能区間延長[注釈 1]：なし（福島県区間：0.0 km[2]、茨城県区間：0.0 km[3]）

## 歴史
1959年（昭和34年）10月14日、前身にあたる県道平潟塙線（整理番号二一八）、大津関本停車場線（整理番号二）、大津港線（整理番号二八六）を廃止し
・統合して、新たな県道として福島県東白川郡塙町を起点とし、北茨城市大津町の大津港を終点とする区間を本路線として茨城県が県道路線認定した。

### 年表
- 1959年（昭和34年）10月14日：現在の路線が県道塙大津港線として路線認定される[6]。
- 1964年12月28日 - 建設省告示第3620号が公布され、福島県道・茨城県道塙大津港線が主要地方道塙大津港線に指定され、福島県によって現行の県道路線に認定される[7]。
- 1974年（昭和49年）8月5日：北茨城市大津町北町の土地区画整理に伴う、経路変更の道路区域（520 m）を指定[8]。
- 1974年11月12日 - 政令第354号が公布され、当路線の一部が国道349号に指定され重用区間となる。
- 1975年（昭和50年）3月31日：茨城県北茨城市関本町小川 - 同市関本町才丸間の現道（北ルート：3.4 km）に、南ルート（3.764 km）を追加編入[9]。
- 1975年（昭和50年）8月7日：土地区画整理に伴い、北茨城市大津町北町地内の新道（520 m）を供用開始[10]。
- 1993年（平成5年）5月11日 - 建設省から、県道塙大津港線が塙大津港線として主要地方道に指定される[11]。

## 路線状況
道路法の規定に基づき、北茨城市関本町富士ヶ丘（主要地方道日立いわき線交差） - 同市大津町北町（大津港駅入口交差点）間および、同市大津町（常北中下交差点） - 同（大津漁港）間は、緊急輸送道路として機能を維持するため、災害発生時の被害拡大防止を目的に道路用地内に電柱を建てることが制限されている。

### 重用路線
- 国道349号（東白川郡塙町那倉字高芝 - 同郡同町那倉字橋場）
- 国道6号（北茨城市大津町 地内）

### 道路施設
板庭橋
- 全長：44.2m
- 幅員：7.0m
- 竣工：1950年[13]

塙町塙字上町、竹ノ内字岩下から板庭字広瀬に至り、一級水系久慈川水系川上川を渡る。
道場橋
- 全長：66.8m
- 幅員：9.5m
- 竣工：1975年[14]

塙町川上字粕河内、字八斗蒔から字堀ノ内に至り、一級水系久慈川水系川上川を渡る。橋上は上下対向2車線で供用され、下り線側に歩道が設置されている。
川辺橋
- 全長：26.0m
- 幅員：8.0m
- 竣工：1991年[13]

鞍掛橋
- 全長：29.0m
- 幅員：8.0m
- 竣工：1991年[13]

それぞれ塙町大蕨にて屈曲する一級水系久慈川水系那倉川を渡る。

## 地理
路線の大部分は阿武隈高地の緑濃い広葉樹の山中にあり、谷間や等高線に沿って道路が延びるためカーブや起伏も多い。北茨城市側の沿線に花園渓谷があり花園川の渓流沿いに道路が延びる。阿武隈高地を過ぎれば平坦な道路であり、起点の塙町は里山の田畑のある風景が広がり、終点側の北茨城市関本町付近は田園風景、大津港駅付近から終点の大津港までは市街地となる。

### 通過する自治体
- 福島県東白川郡塙町
- 茨城県北茨城市

### 交差する道路
塙町内
- 国道118号（塙字大町2丁目 起点）
- 福島県道175号磐城塙停車場線（塙字大町1丁目）
- 福島県道242号赤坂東野塙線（塙字上町）
- 福島県道111号高萩塙線（川上字東平）
- 国道349号 水戸方面（那倉字高芝）
- 国道349号 福島方面（那倉字橋場）

北茨城市内
- 茨城県道153号水沼磯原線（華川町花園）
- 茨城県道10号日立いわき線（関本町富士ケ丘）
- 茨城県道155号里根神岡上線（関本町関本中）
- 国道6号（大津町）
- 国道6号（大津町）
- 茨城県道154号山根大津港線（大津町）

### 沿線にある施設など
- 塙町役場
- 塙町立笹原小学校
- あぶくま高原美術館
- 大津漁港（北茨城市大津町）
- JR大津港駅（北茨城市大津町北町）
- 花園神社（北茨城市華川町花園）
- 花園渓谷（北茨城市華川町花園）
- 亀谷地湿原（北茨城市華川町花園）